# Pandrosione
Pandrosione (in greco antico: Πανδροσίων?; intorno al 300 – intorno al 360) è stata una matematica greca antica.
Il suo nome è presente nella Collezione Matematica di Pappo di Alessandria e noto per aver sviluppato un metodo approssimato per raddoppiare il cubo. Sebbene vi sia disaccordo sull'argomento, molti studiosi ritengono che Pandrosione fosse una donna. Se così fosse, sarebbe la prima studiosa femminili di matematica, precedente anche ad Ipazia.

## Contributo alla matematica
Sebbene Pappo non affermi direttamente che il metodo è di Pandrosione, include in una sezione della sua Collezione dedicata alle critiche verso gli studenti di Pandrosione per il metodo da loro usato per calcolare soluzioni numericamente accurate ma approssimative al problema del raddoppio del cubo, o più in generale del calcolo delle radici cubiche. Si tratta di una soluzione "geometrica ricorsiva", ma tridimensionale anziché all'interno del piano.[1] Pappo criticò questo lavoro in quanto privo di un'adeguata dimostrazione matematica. Un altro metodo incluso nella stessa sezione, e potenzialmente riconducibile alla stessa  Pandrosione, è il metodo corretto ed esatto per costruire la media geometrica, più semplice del metodo utilizzato da Pappo.

## Nome e genere
Il nome Pandrosione è un diminutivo di Pandrosos, nome di una figlia del primo re di Atene e ha il significato di "tutta rugiada". In quanto tale è stato suggerito che non è probabile come nome di un uomo.
Quando Friedrich Hultsch preparò la sua traduzione del 1878 della Collezione di Pappo dal greco al latino, il manoscritto della Collezione che usò si riferiva a Pandrosione usando una forma femminile. Hultsch decise che doveva essere stato un errore e nella sua traduzione si riferì a Pandrosione come maschio; molti studiosi successivi hanno seguito il suo esempio. Tuttavia, la traduzione inglese di Pappo del 1988 di Alexander Raymond Jones sosteneva in modo convincente che la forma femminile originale non era un errore e studi più recenti hanno seguito Jones nel sostenere che Pandrosione fosse una donna.

## Collegamento con Ipazia
Ipazia è stata spesso definita la prima donna ad aver contribuito alla matematica, ma Pappo sicuramente morì prima della nascita di Ipazia. Pertanto Pandrosione è considerata la prima donna che ha contribuito allo sviluppo della matematica, prima ancora di Ipazia. Pandrosione fu descritta da Pappo anche come insegnante di matematica, e sebbene Pappo abbia elencato solo uomini tra i suoi studenti, Edward J. Watts suggerisce che Ipazia potrebbe aver conosciuto il suo lavoro o, addirittura, averla conosciuta di persona.